# NGC 7455
NGC 7455 é uma galáxia espiral (Sa) localizada na direcção da constelação de Pisces. Possui uma declinação de +07° 18' 12" e uma ascensão recta de 23 horas, 00 minutos e 40,9 segundos.
A galáxia NGC 7455 foi descoberta em 14 de Outubro de 1884 por Lewis A. Swift.